# لکسی تایلر
لکسی تایلر (به انگلیسی: Lexxi Tyler)؛ زاده مهٔ ۱۹۸۳) یک بازیگر پورنوگرافی اهل ایالات متحده آمریکا است.